# Winnertzia divergens
Winnertzia divergens is een muggensoort uit de familie van de galmuggen (Cecidomyiidae). De wetenschappelijke naam van de soort is voor het eerst geldig gepubliceerd in 2002 door Mamaev.